# Туринская марка

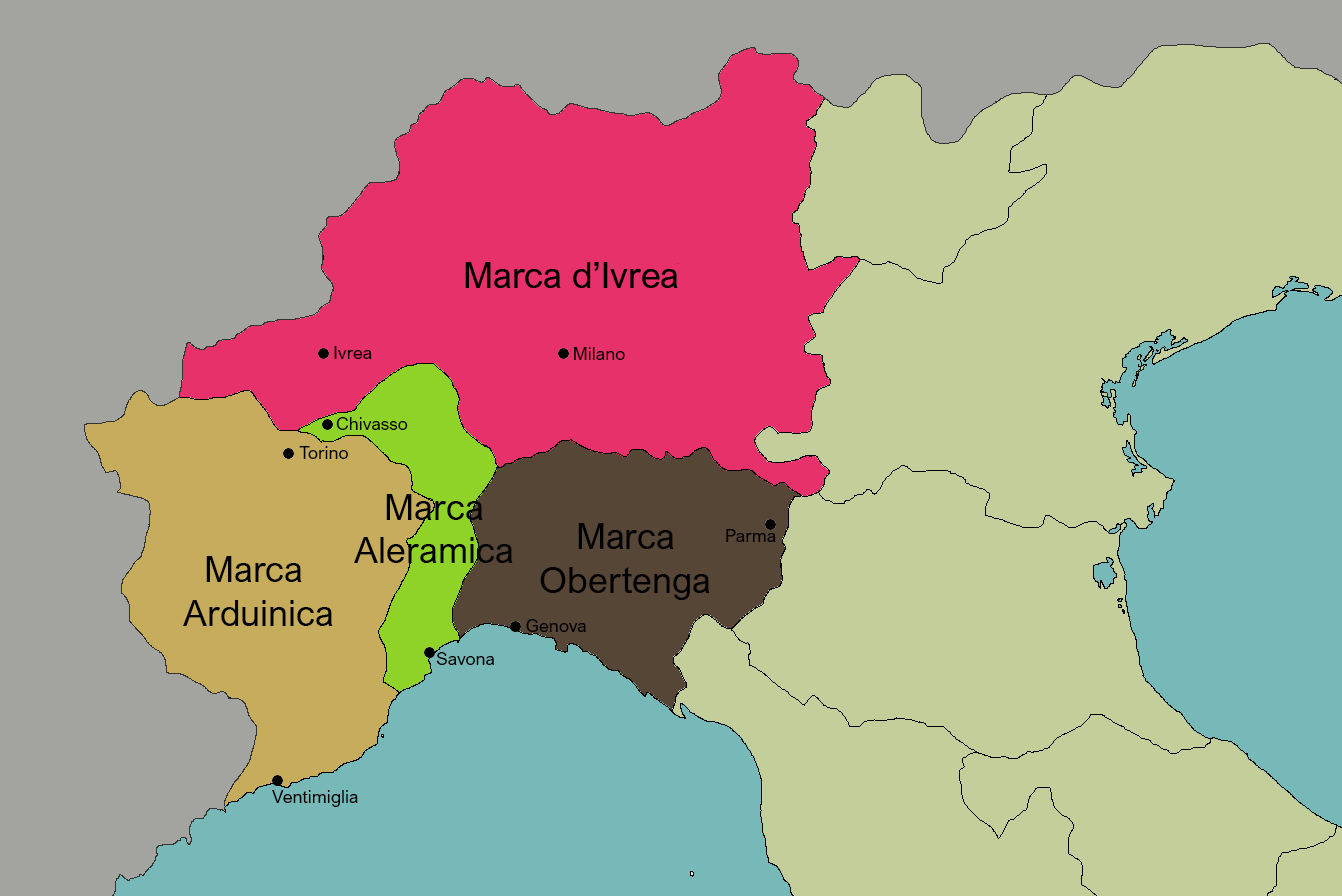

Маркграфство Турин или Суза (лат. marca Arduinica) — средневековое государство в Пьемонте.
Туринская марка была основана королём Италии Гуго, который в 941 назначил Ардуина Глабера, графа Ауреате, правителем территории, включавшей город Турин и долину Сузы. Ардуин завоевал Альбенгу, Альбу и Вентимилью. Титул маркграфа стал носить с 962 г.
Во 2-й половине X века Пьемонт занимали три государственных образования — marca Arduinica, marca Aleramica и marca Obertenga (земли потомков Оберто I). Туринские маркграфы принадлежали к династии Ардуина (Arduinici).
Ульрик Манфред II, самый выдающийся из туринских маркграфов, оставил свои владения дочери Аделаиде, в 1046 вышедшей замуж за Оттона Савойского. После её смерти в 1091 город Турин получил права коммуны, а территория маркграфства вошла в состав владений Савойского дома.

## Маркграфы
- 962—977 Ардуин Глабер
- 977—1000 Манфред I
- 1000—1034 Ульрик Манфред II
- 1034—1091 Аделаида Сузская совместно с мужьями:
  - 1037—1038 Герман IV (герцог Швабии)
  - 1041—1045 Энрике (маркиз Монферратский)
  - 1046—1060 Оттон I (граф Савойи)